# Aílton de Oliveira Modesto
Aílton de Oliveira Modesto (27 februari 1980) is een voormalig Braziliaans voetballer.

## Carrière
Aílton de Oliveira Modesto speelde tussen 2001 en 2006 voor Kawasaki Frontale en Apollon Kalamarias.